# Кочетов (Брянская область)
Кочетов — деревня Надвинского сельского поселения Клетнянского района Брянской области (до 2005 года Павлинского сельсовета).

## География
Находится в 2,5 км от села Павлинки.

## Население
| 1926 | 2010 | 2013 |
| ---- | ---- | ---- |
| 50   | ↘15  | ↗16  |

Максимальное число жителей было 50 человек в 1926 году.

## Транспорт и связь
Деревню обслуживает сельское отделение почтовой связи Павлинки (индекс 242824).